# Cantón de Zúrich
El cantón de Zúrich (ZH, en alemán, Zürich; en francés, Zurich; en italiano, Zurigo, en romanche, Turigt) es un cantón suizo. Tiene una población estimada, a fines de 2021, de 1 564 662 habitantes.
La lengua oficial del cantón es el alemán. 

## Historia
El cantón de Zúrich está constituido por los territorios adquiridos por su capital desde 1218. La parte septentrional entró a formar parte del territorio cantonal luego de que la ciudad de Zúrich les comprara a los Habsburgo la ciudad de Winterthur en 1468. La constitución cantonal fue promulgada en 1869. Debido a que en la zona se impuso la reforma protestante, tradicionalmente la mayoría de la población profesó esa religión. Sin embargo, a 2017 el porcentaje de protestantes y católicos era similar (28,3% y 26,2%, respectivamente).

## Geografía
La región está situada al norte de los Alpes. Limita al norte con el cantón de Schaffhausen, al oeste con el de Argovia, al sur con los de Zug y Schwyz y al este con los de Turgovia y San Galo. El cantón limita también al norte con Alemania (Baden-Wurtemberg). Gran parte del lago de Zúrich se encuentra en el territorio del cantón.
El área del cantón es de 1728.94 km², de los que un 80% es considerado como territorio productivo. Los bosques cubren el 30% del territorio. Los lagos más importantes son el de Zúrich, el Greifensee y el Pfäffikersee.
La mayor parte del cantón está compuesta de valles de ríos poco profundos que desembocan en el río Rin, al norte del cantón. Las zonas noroeste y sureste del cantón son las más montañosas. El río Linth es el principal afluente del lago de Zúrich, en el que desemboca y continúa como río Limmat. Este valle es el más importante del cantón. 

## Gobierno

### Poder legislativo
El Concejo Cantonal tiene 180 miembros elegidos cada 4 años.
| Elecciones cantonales de Zürich de 2023 |        |       |         |             |
| Partido                                 | Votos  | %     | Escaños | +/-         |
| Unión Democrática de Centro (SVP)       | 79.287 | 24,92 | 46/180  | 1           |
| Partido Socialista Suizo (SP)           | 61.480 | 19,32 | 36/180  | 1           |
| Partido Liberal Radical Suizo (FDP)     | 50.456 | 15,86 | 29/180  | Sin cambios |
| Partido Verde Liberal (GLP)             | 40.562 | 12,75 | 24/180  | 1           |
| El Centro (Die Mitte)                   | 19.178 | 6,03  | 11/180  | 3           |
| Partido Popular Evangélico (EVP)        | 12.277 | 3,86  | 7/180   | 1           |
| Lista Alternativa (AL)                  | 8.342  | 2,62  | 5/180   | 1           |
| Unión Democrática Federal (EDU)         | 6.028  | 1,89  | 3/180   | 1           |

### Poder ejecutivo
El cantón es gobernado por un consejo de 7 miembros (regierungsrat). El 3 de abril de 2011 fueron elegidos por un período de 4 años:
- Ursula Gut (FDP-Liberales)
- Martin Graf (GLP-Partido Verde de Suiza)
- Thomas Heiniger (FDP-Liberales)
- Mario Fehr (SP-Socialistas)
- Regine Aeppli (SP-Socialistas)
- Markus Kägi (SVP-Partido del Pueblo Suizo)
- Ernst Stocker (SVP-Partido del Pueblo Suizo)

## Política
En las elecciones federales de 2011, el partido más popular fue el SVP (Partido del Pueblo Suizo), el cual recibió el 29,8% de los votos. Los siguientes partidos fueron, SP/PS (Socialistas) 19,3%, FDP-Liberales 11,6%, y GLP-Partido Verde 11,5%
El SVP recibió aproximadamente el mismo porcentaje de voto que recibió en las elecciones federales del 2007 (33,9% en 2007 vs. 29,8% en 2011). El SP mantuvo, aproximadamente, la misma popularidad (19,8% en 2007); el FDP mantuvo, asimismo, los mismos votos (13,2% en 2007), así como el GLP (11,5% en 2007)

## Economía
Gran parte del territorio es cultivado, pero el cantón de Zúrich no es considerado una zona agrícola. Los territorios ubicados al norte y al este son los más cultivados, si bien la industria manufacturera predomina en todo el cantón. El cantón de Zúrich es conocido por sus empresas y su desarrollo técnico. Los tejidos de seda y algodón fueron actividades importantes en el pasado, aunque no han dejado de ser relevantes para la economía local. El cantón de Zúrich es el cantón con los mayores ingresos de toda la confederación, es sede de importantes empresas, además de contar con la ciudad de Zúrich, que constituye la capital económica de Suiza.

## Transporte
Los ferrocarriles atraviesan los principales valles del cantón. El nudo central de comunicaciones se encuentra en la ciudad de Zúrich, donde un gran número de ferrocarriles se conectan al sistema nacional e internacional de transporte ferroviario. La estación de trenes de Zúrich es la más importante de Suiza, además de ser una de las más transitadas del mundo, si se cuenta el número de trenes y pasajeros que circulan por ella a diario. Las principales compañías europeas, como la SBB, la ÖBB y la DB, conectan a Zúrich con las principales capitales de Europa. Cuenta con una importante red de trenes de cercanías (S-Bahn), conocida como S-Bahn Zúrich, conectando las principales ciudades y comunas del cantón.
El aeropuerto más importante de Suiza también se encuentra en el cantón de Zúrich, el Aeropuerto Internacional de Zúrich, tan solo a 12 km del centro de la ciudad de Zúrich, y es sede de la compañía suiza de aviación, la Swiss International Air Lines.

## Distritos
El cantón de Zúrich se encuentra dividido en doce distritos:
- Zúrich
- Affoltern
- Andelfingen
- Bülach
- Dielsdorf
- Dietikon
- Hinwil
- Horgen
- Meilen
- Pfäffikon
- Uster
- Winterthur

## Ciudades
| Comuna             | Estado al 31-12-2005 |
| ------------------ | -------------------- |
| Zúrich             | 343.157 habitantes   |
| Winterthur         | 92.963 habitantes    |
| Uster              | 29.730 habitantes    |
| Dübendorf          | 22.562 habitantes    |
| Dietikon           | 22.104 habitantes    |
| Wetzikon           | 19.313 habitantes    |
| Wädenswil          | 19.298 habitantes    |
| Horgen             | 17.812 habitantes    |
| Kloten             | 16.949 habitantes    |
| Thalwil            | 16.281 habitantes    |
| Adliswil           | 15.623 habitantes    |
| Regensdorf         | 15.425 habitantes    |
| Volketswil         | 15.097 habitantes    |
| Illnau-Effretikon  | 15.021 habitantes    |
| Bülach             | 14.815 habitantes    |
| Schlieren          | 13.211 habitantes    |
| Küsnacht           | 12.869 habitantes    |
| Opfikon            | 12.779 habitantes    |
| Stäfa              | 12.721 habitantes    |
| Wallisellen        | 12.367 habitantes    |
| Zollikon           | 11.770 habitantes    |
| Meilen             | 11.767 habitantes    |
| Richterswil        | 11.359 habitantes    |
| Rüti               | 11.347 habitantes    |
| Affoltern am Albis | 10.133 habitantes    |

## Política
| Elecciones de Zúrich de 2023        |        |       |         |             |
| Partido                             | Votos  | %     | Escaños | +/-         |
| Unión Democrática de Centro (SVP)   | 79.287 | 24,92 | 46/180  | 1           |
| Partido Socialista Suizo (SP)       | 61.480 | 19,32 | 36/180  | 1           |
| Partido Liberal Radical Suizo (FDP) | 50.456 | 15,86 | 29/180  | Sin cambios |
| Partido Verde Liberal (GLP)         | 40.562 | 12,75 | 24/180  | 1           |
| Los Verdes (Grüne)                  | 33.200 | 10,43 | 19/180  | 3           |
| El Centro (Die Mitte)               | 19.178 | 6,03  | 11/180  | 3           |
| Partido Popular Evangélico (EVP)    | 12.277 | 3,86  | 7/180   | 1           |
| Lista Alternativa (AL)              | 8.342  | 2,62  | 5/180   | 1           |
| Unión Democrática Federal (EDU)     | 6.028  | 1,89  | 3/180   | 1           |